# Kehlkopftuberkulose
Als Kehlkopftuberkulose wird eine Tuberkulose im Bereich des Kehlkopfs und insbesondere der Stimmbänder und Taschenbänder bezeichnet.
Bis zur Einführung der Tuberkulostatika war sie die häufigste und qualvollste Folge der Lungentuberkulose.
Oft bilden sich Geschwüre, Lymphangitis und Ödeme. Der Patient leidet frühzeitig an Heiserkeit und Schluckschmerzen.